# Obłoki srebrzyste

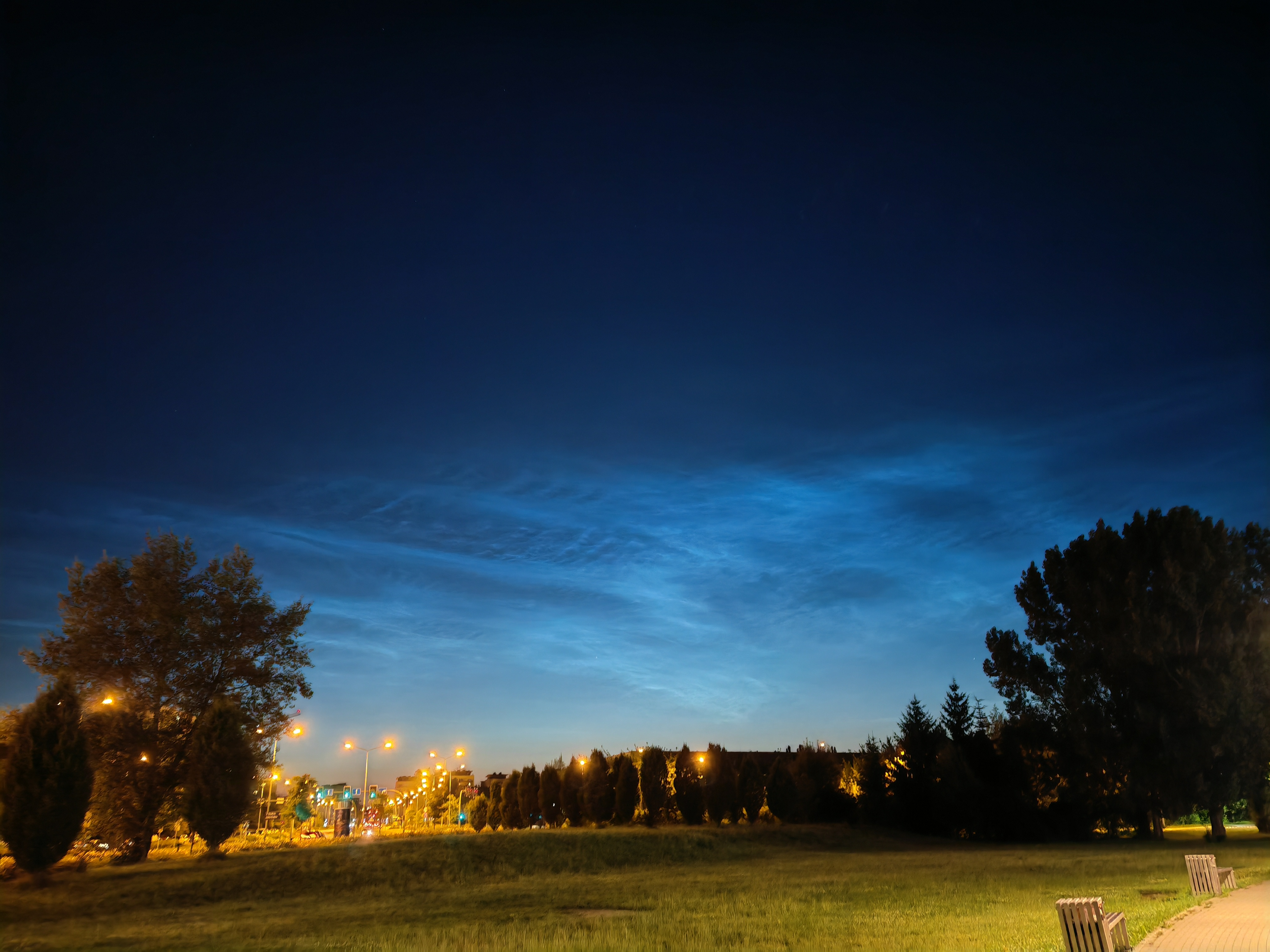
Obłoki srebrzyste widziane z Krakowa

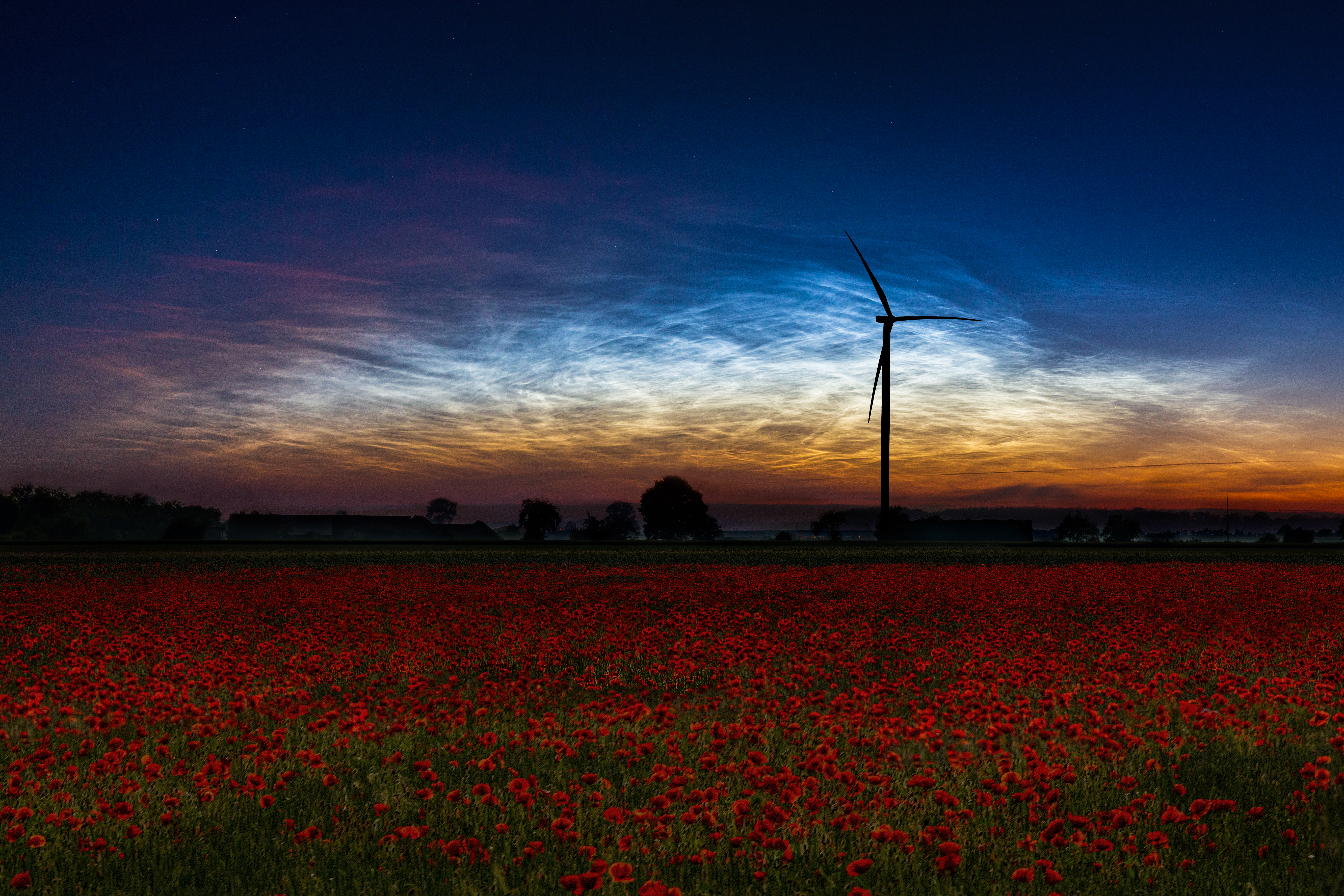
Obłoki srebrzyste widziane z Polski

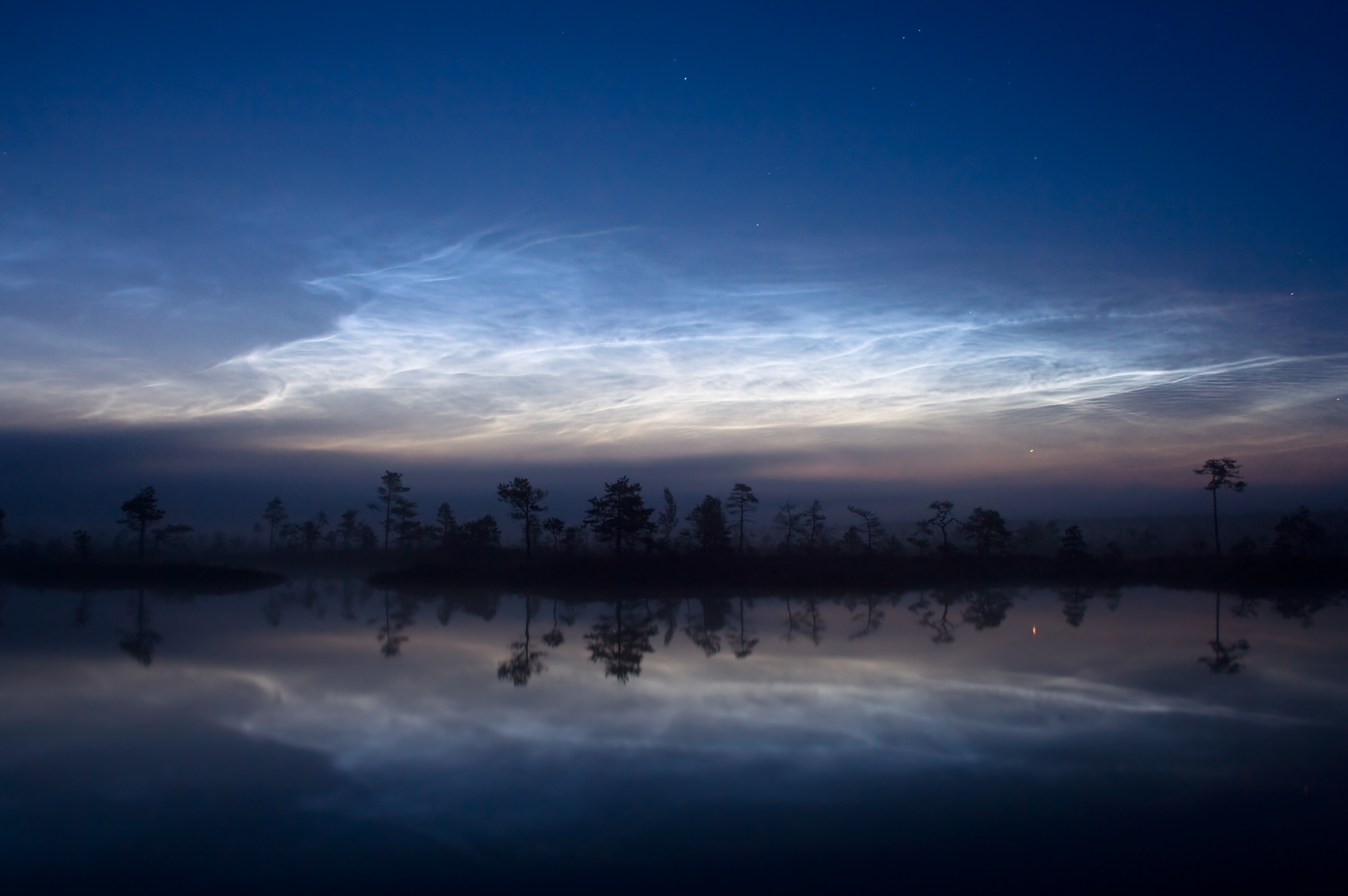
Obłoki srebrzyste nad torfowiskiem Kuresoo w Estonii

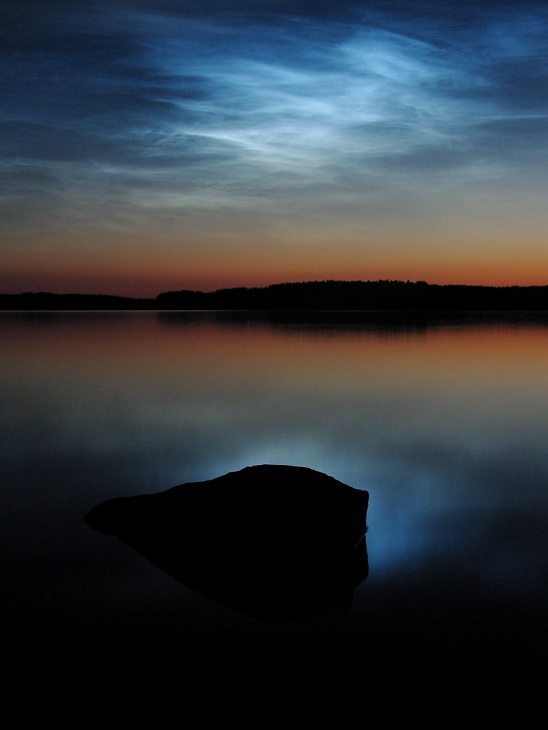
Obłoki srebrzyste nad jez. Saimaa w Finlandii

Obłoki srebrzyste (ang. noctilucent clouds, NLC) – polarne chmury mezosferyczne, są rzadko obserwowanymi chmurami widzianymi w półzmroku przy zmierzchu lub świcie, kiedy słońce znajduje się 6–16° poniżej horyzontu. Najczęściej obserwowane są w pasie pomiędzy 50 a 70° (północnej i południowej szerokości geograficznej). Obłoki srebrzyste są najwyższymi chmurami obserwowanymi z Ziemi, znajdują się w mezosferze na wysokości około 75–85 km.
Obłoki srebrzyste są najczęściej obserwowane późną wiosną i latem. Na półkuli północnej najlepszy okres do ich obserwacji zaczyna się w połowie maja i trwa do końca sierpnia.

## Historia obserwacji
Jako pierwszy opisał je Witold Ceraski, rosyjski astronom polskiego pochodzenia, 13 czerwca 1885 roku, dwa lata po wybuchu wulkanu Krakatau, z którym je początkowo wiązano. Jednak z biegiem czasu obserwacje obłoków srebrzystych nie stawały się rzadsze, ale coraz częstsze.
12 czerwca 1975 obłoki srebrzyste zaobserwowała załoga stacji kosmicznej Salut 4, Piotr Klimuk i Witalij Siewastjanow.
W dniu 25 kwietnia 2007, w celu zbadania zmienności tych chmur i ich ewentualnego związku z globalnymi zmianami klimatu, wystrzelony został Satelita AIM (Aeronomy of Ice in the Mesosphere). Misja była początkowo planowana na dwa lata, jednak została później przedłużona do 2012 roku.

## Skład
Badania sugerują, że obłoki złożone są z mikroskopijnych kryształków lodu. Nie jest pewne, w jaki sposób para wodna pojawia się w tak wysokich częściach atmosfery. Rozważane wyjaśnienia wskazują m.in. na upadki meteorów; zaobserwowano również powstawanie takich obłoków po startach rakiet i wahadłowców kosmicznych, ponieważ gazy wylotowe silników używanych w czasie przelotu na tej wysokości składają się w zdecydowanej części z pary wodnej.